# Edwardsia costata
Espèce
Edwardsia costata est une espèce de la famille des Edwardsiidae.

## Systématique
Le nom valide complet (avec auteur) de ce taxon est Edwardsia costata Danielssen, 1890.

## Publication originale
- Danielssen D.C. (1890). Actinida. In: Den Norske Nordhavs-Expedition 1876–1878. Zoologi. Grøndahl & Søns, Christiania.